# المحجوبي أحرضان
المحجوبي أحرضان المعروف بـ«الزايغ» (1921 - 15 نوفمبر 2020)، هو شخصية سياسية مغربية بارزة، عاصر زمن الحماية الفرنسية على المغرب، كما عاصر الاستقلال، ودخل في السياسة مبكرا، تقلد وظائف حكومية عديدة، حيث عين واليا على الرباط بعد الاستقلال مباشرة. وأصبح الكاتب العام للحركة الشعبية في مؤتمرها الثاني بمراكش عام 1962. وشارك في ثمانية حكومات مغربية ومن بين الوزارات التي تقلد: وزير الدفاع في أول حكومة يشكلها الملك الحسن الثاني وشغل في المنصب بين 1961 - 1964، وفي أغسطس 1964، عين وزيرا للفلاحة ثم وزيرا للفلاحة والإصلاح الزراعي في يونيو 1965. وبين فبراير 1966 ومارس 1967، عين وزيرا للدولة مكلفا بالدفاع الوطني. وفي 1 مارس 1977، عين وزير دولة وفي 10 أكتوبر من نفس السنة، عين وزير دولة مكلف بالبريد والمواصلات في حكومة أحمد عصمان عام 1977. وعين وزيرا للتعاون في حكومة المعطي بوعبيد عام 1979، كما عين وزير دولة في حكومة محمد كريم العمراني عام 1983 بصفته زعيم أحد الأحزاب الستة الكبيرة في المغرب. وخلال المؤتمر الاستثنائي لحزب الحركة الشعبية المنعقد يومي 4 و 5 أكتوبر 1986، أعفي من مهامه كأمين عام للحركة الشعبية. فأسس في يونيو 1991 حزبا جديدا أسماه «الحركة الوطنية الشعبية» الذي تقلد به منصب الأمين العام. وفي يونيو 1997، فاز أحرضان في الانتخابات البلدية. وفي مارس 2006 عملت قيادات «الحركة الشعبية» وكل الحركات المنشقة منها، بما فيها «الحركة الوطنية الشعبية» و«الاتحاد الديمقراطي»، على توحيد صفوفها في حزب واحد هو «الحركة الشعبية»، وتم اختيار المحجوبي أحرضان رئيسا للحزب ومحمد العنصر أمينا عاما.

## مسيرته
ولد في حدود عام 1924‏ أو 1921 وسط قبيلة أمازيغية في والماس بأواسط جبال الأطلس. درس الإعدادية بمدينة آزرو، والتحق بالمدرسة العسكرية دار البيضا بمكناس التي تخرج منها سنة 1940 برتبة ضابط. وتمَّ توظيفه من قبل الجيش الفرنسي سنة 1949 قائدا بأولماس، كما شارك كضابط في الحركة الوطنية المغربية وكان عضوا بالمجلس الوطني للمقاومة، وقد اتهمه ضابط المخابرات المغربي السابق أحمد البخاري في حواره مع يومية الأخبار بأنه أحد الموقعين على وثيقة نفي الملك محمد الخامس وبأنه كان أحد عملاء المخابرات الفرنسية.

### بعد الاستقلال
بعد وصول حزب الاستقلال إلى السلطة غداة استقلال المغرب تم زج أحرضان في السجن مع الدكتور عبد الكريم الخطيب، وما لبثا أن خرجا بعد مدة وجيزة. انخرط المحجوبي أحرضان في بداية نشاطه في مقاومة الاستعمار فأصبح عضوا في المجلس الوطني للمقاومة ومسؤولا في جيش التحرير. وكان أحرضان بين الأسماء التي خطط شيخ العرب لتصفيتها بتهمة التعاون مع الفرنسيين. شرع أحرضان في إقامة تنظيم الحركة الشعبية منذ الاستقلال مع الدكتور الخطيب في سياق سياسي لا يخلو من السعي إلى منافسة حزب الاستقلال الذي كان مهيمنا على النخبة وعلى الشارع بالمغرب. حصلت الحركة على الاعتراف القانوني في فبراير 1959، وانعقد مؤتمرها الأول في يونيو 1959.
وعرفت الحركة الشعبية بعد تأسيسها انشقاقات عديدة كان أولها خلاف على الزعامة بين المحجوبي أحرضان والدكتور عبد الكريم الخطيب، وتفجر هذا الخلاف عام 1966 فانقسمت الحركة على نفسها حيث احتفظ أحرضان باسم الحزب وخرج الخطيب مشكلا «الحركة الشعبية الدستورية الديمقراطية» عام 1967. وفي أكتوبر 1986 انعقد المؤتمر الاستثنائي للحركة الشعبية الذي أقال المحجوبي أحرضان من منصبه ليصبح محمد العنصر الكاتب العام للحركة الشعبية، فأسس بعدها المحجوبي أحرضان عام 1991 حزب الحركة الوطنية الشعبية، ولم يمر على الحزب الجديد سوى أربع سنوات حتى انشقت منه طائفة جديدة أسست الحركة الديمقراطية الاجتماعية بقيادة محمود عرشان.

## أفكاره
دافع المحجوبي أحرضان خلال تزعمه للحركة الشعبية عن أهل «البادية» في أعماق البلاد. وبعد أن وقع أول انشقاق في صفوف الحركة الشعبية عبر المحجوبي أحرضان عن توجهات أمازيغية في برامجه وخطاباته محتفلا بالأصول الأمازيغية وبالتراث البربري ومطالبا بتدريس اللغة الأمازيغية ومواجهة الاتجاهات العروبية في المغرب. ويصفه معارضوه بأنه كرس في مواقفه السياسية ثقافة الطاعة بامتياز، وأنه حوّل الحركة الشعبية إلى وكالة انتخابية وحاضنة للموالين للسلطة. وللمحجوبي أحرضان روايات وشعرا خصوصا المتعلق بالثقافة الأمازيغية وبالرسم.

## وفاته
توفي صباح يوم الأحد 15 نوفمبر 2020 بأحد المستشفيات الخاصة في حي «حسّان» بالعاصمة الرباط، عن عمر يناهز 100 سنة، بعد معاناة مع المرض، وفق ما علم لدى أقاربه ومصادر من الحزب. وقد ووري جثمان الفقيد بمسقط رأسه في مدينة ولماس بمنطقة الأطلس المتوسط (وسط المغرب).

## وصلات خارجية
- مذكرات أحرضان